# Monargá
Monargá är en ort i Cypern. Den ligger i distriktet Eparchía Ammochóstou, i den östra delen av landet, 60 km öster om huvudstaden Nicosia. Monargá ligger 55 meter över havet och antalet invånare är 312. Den ligger på ön Cypern.
Terrängen runt Monargá är platt söderut, men åt nordväst är den kuperad. Havet är nära Monargá åt sydost. Närmaste större samhälle är Tríkomo, 5,9 km sydväst om Monargá.